# Колхозный (Адыгея)
Колхо́зный (адыг. Колхознэ) — хутор в Гиагинском районе Республики Адыгея России. Входит в Сергиевское сельское поселение.

## География
Хутор расположен в юго-восточной части Гиагинского района, на левом берегу реки Гачучи. Находится в 8 км к юго-западу от центра сельского поселения села Сергиевского, в 37 км к юго-востоку от районного центра станицы Гиагинской и в 26 км к северо-востоку от города Майкопа.
Площадь хутора составляет 0,17 км2, на которые приходятся 0,11 % от площади сельского поселения.
Расположен на Закубанской наклонной равнине, в переходной от равнинной в предгорную зоне республики. Средние высоты на территории хутора составляют около 214 метров над уровнем моря. Рельеф местности представляет собой волнистую равнину, имеющий общий уклон с юго-запада на северо-восток, с холмисто-курганными возвышенностями. В долине реки Гачучи резко выражены колебания относительных высот.
Гидрографическая сеть представлена рекой Гачучой. К юго-востоку от хутора в неё впадает ручей протекающий в балке Павлова. В низовьях балки Павлова расположен один из крупнейших водоёмов в Гиагинском районе.
Климат мягкий умеренный. Среднегодовая температура воздуха положительная и составляет +11,5°С. Среднемесячная температура воздуха в июле достигает +23,0°С. Среднемесячная температура января составляет 0°С. Среднегодовое количество осадков составляет 730 мм. Основная часть осадков выпадает в период с мая по июль.

## История
В 1966 году указом Президиума Верховного Совета РСФСР хутор Оболдуевский был переименован в Колхозный.

## Население
| 2002 | 2010 | 2013 | 2014 | 2015 | 2016 | 2017 |
| ---- | ---- | ---- | ---- | ---- | ---- | ---- |
| 67   | ↗76  | ↘71  | ↘70  | ↗78  | ↘75  | →75  |
| 2018 | 2019 | 2020 | 2021 | 2023 | 2024 |      |
| ↗77  | ↗78  | ↗79  | ↘53  | →53  | →53  |      |

Плотность 311.76 чел./км2.
Национальный состав
По данным Всероссийской переписи населения 2010 года:
| Народ   | Численность, чел. | Доля от всего населения, % |
| ------- | ----------------- | -------------------------- |
| русские | 74                | 97,4 %                     |
| другие  | 2                 | 2,6 %                      |
| всего   | 76                | 100 %                      |

Мужчины — 36 чел. (47,4 %). Женщины — 40 чел. (52,6 %).

## Инфраструктура
Ближайшие объекты социальной инфраструктуры расположены в центре сельского поселения селе Сергиевском.

## Улицы
На хуторе всего одна улица: Кольцевая.